# The Taker/Tulsa
The Taker/Tulsa è il diciottesimo album di Waylon Jennings, pubblicato nel Febbraio del 1971 dalla RCA Victor Records e prodotto da Danny Davis e Ronny Light.

## Tracce
Lato A
1. The Taker – 2:29 (Kris Kristofferson, Shel Silverstein) – Registrato a Nashville, TN il 22 aprile 1970
2. You'll Look for Me – 2:03 (Waylon Jennings) – Registrato a Nashville, TN il 14 luglio 1970
3. Mississippi Woman – 2:56 (Red Lane) – Registrato a Nashville, TN il 27 febbraio 1970
4. Lovin' Her Was Easier (Than Anything I'll Ever Do Again) – 3:06 (Kris Kristofferson) – Registrato a Hollywood, CA il 7 dicembre 1970
5. Six White Horses – 2:42 (Bobby Bond) – Registrato a Nashville, TN il 30 ottobre 1969

Lato B
1. (Don't Let the Sun Set on You) Tulsa – 3:08 (Wayne Carson Thompson) – Registrato a Nashville, TN il 12 ottobre 1970
2. Casey's Last Ride – 4:01 (Kris Kristofferson) – Registrato a Hollywood, CA il 7 dicembre 1970
3. (I'd Be) a Legend in My Time – 2:21 (Don Gibson) – Registrato a Nashville, TN il 29 ottobre 1969
4. Sunday Mornin' Coming Down – 3:54 (Kris Kristofferson) – Registrato a Nashville, TN il 29 ottobre 1969
5. Grey Eyes You Know – 2:34 (Harlan Howard, Gene Myers) – Registrato a Nashville, TN il 12 giugno 1969

## Musicisti
In Lovin' Her Was Easier e Casey's Last Ride:
- Waylon Jennings - voce, chitarra
- Sonny Curtis - chitarra
- Alvin Casey - chitarra
- Billy Ray Reynolds - chitarra
- Ralph Mooney - steel guitar
- Glen Hardin - pianoforte
- Don Brook - armonica
- Joe Osborne - basso
- John Guerin - batteria
- Gene Marlino - accompagnamento vocale
- Vangie Carmichael - accompagnamento vocale
- Bob Tebow - accompagnamento vocale
- William Brown - accompagnamento vocale
- Stan Farber - accompagnamento vocale

Nei rimanenti brani:
- Waylon Jennings - voce, chitarra
- Fred Carter - chitarra
- Jimmy Capps - chitarra
- Dale Sellers - chitarra
- Chip Young - chitarra ritmica
- Jerry Shook - chitarra ritmica
- Hargus Pig Robbins - pianoforte
- Jim Pierce - pianoforte
- Beegie Cruiser - pianoforte
- Pete Drake - steel guitar
- Curly Chalker - steel guitar
- Charlie McCoy - armonica, organo
- Roy Huskey - basso
- Bobby Dyson - basso
- Norbert Putnam - basso
- Henry Strzelecki - basso
- Chuck Sanders - basso
- Buddy Harman - batteria
- Kenneth Buttrey - batteria
- John Huffman - batteria
- Joe Babcock - accompagnamento vocale
- Dolores Edgin - accompagnamento vocale
- June Page - accompagnamento vocale
- Hurshel Wiginton - accompagnamento vocale